# Liste der Monuments historiques in Ville-au-Montois
Die Liste der Monuments historiques in Ville-au-Montois führt die Monuments historiques in der französischen Gemeinde Ville-au-Montois auf.

## Liste der Objekte
| Bezeichnung                                                       | Beschreibung           | Standort                     | Kennzeichnung | Schutzstatus | Datum | Bild |
| ----------------------------------------------------------------- | ---------------------- | ---------------------------- | ------------- | ------------ | ----- | ---- |
| Skulpturengruppe Simon von Cyrene hilft Jesus das Kreuz zu tragen | Stein, 16. Jahrhundert | in der Kapelle Jubert (Lage) | PM54001976    | Inscrit      | 1995  |      |